# Red Brown
Pour les articles homonymes, voir Tom Brown et Brown.
Ne doit pas être confondu avec le trompettiste Tom Browne (musicien).
Tom Brown dit Red Brown, né le 3 juin 1888 à La Nouvelle-Orléans et mort le 25 mars 1958 dans la même ville, est un tromboniste, contrebassiste et un des premiers chefs d'orchestre de jazz Dixieland américain.

## Carrière
Il commence le violon à neuf ans, mais c'est au trombone qu'il fera partie du groupe de Papa Jack Laine, le Papa Laine’s Reliance Brass Band, dont seront issus les musiciens de l'Original Dixieland Jass Band. Il fonde sa propre formation vers 1910, qu'il emmène à Chicago en 1915.
Brown prétend être à l'origine du terme jass pour désigner le mouvement musical qui allait devenir le « jazz », ; le terme jass, associé à la prostitution, aurait été utilisé comme insulte par l'Union des musiciens de Chicago pour désigner la formation de Brown. Brown aurait alors utilisé le mot en faisant de la publicité pour le Tom Brown’s Dixieland Jass Band et le terme aurait alors été popularisé, désignant le style d'improvisation collective venu de La Nouvelle-Orléans ; cependant, l'origine formelle du terme jazz reste discutée. Le Tom Brown’s Dixieland Jass Band est alors constitué de Tom Red au trombone, son frère Steve à la contrebasse, Raymond Ray Lopez au cornet, William Lambert aux percussions, Arnold Loyacano à la guitare et Larry Shields à la clarinette.
En 1916, Brown part joue au Century Theatre à New York avec un nouveau groupe, baptisé The Five Rubes. De retour à Chicago, il reprend les concerts et effectue plusieurs enregistrements. Après un nouveau séjour à Chicago dans les années 1920, il retourne à La Nouvelle-Orléans pour y jouer dans divers brass bands dont celui de Johnny Bayersdorffer (en). Il travaille également comme réparateur de postes radiophoniques et tient un magasin de musique. Il n'effectue ses premiers enregistrements en son nom propre qu'en 1955.
Il est le frère du contrebassiste Steve Brown, un des membres des New Orleans Rhythm Kings.